# 2-乙氧基丙烷
2-乙氧基丙烷（也称为乙基异丙基醚，ethyl isopropyl ether，简称乙异丙醚）是一种醚类有机化合物，结构简式C2H5OCH(CH3)2，常温常压下为无色液体。